# Море

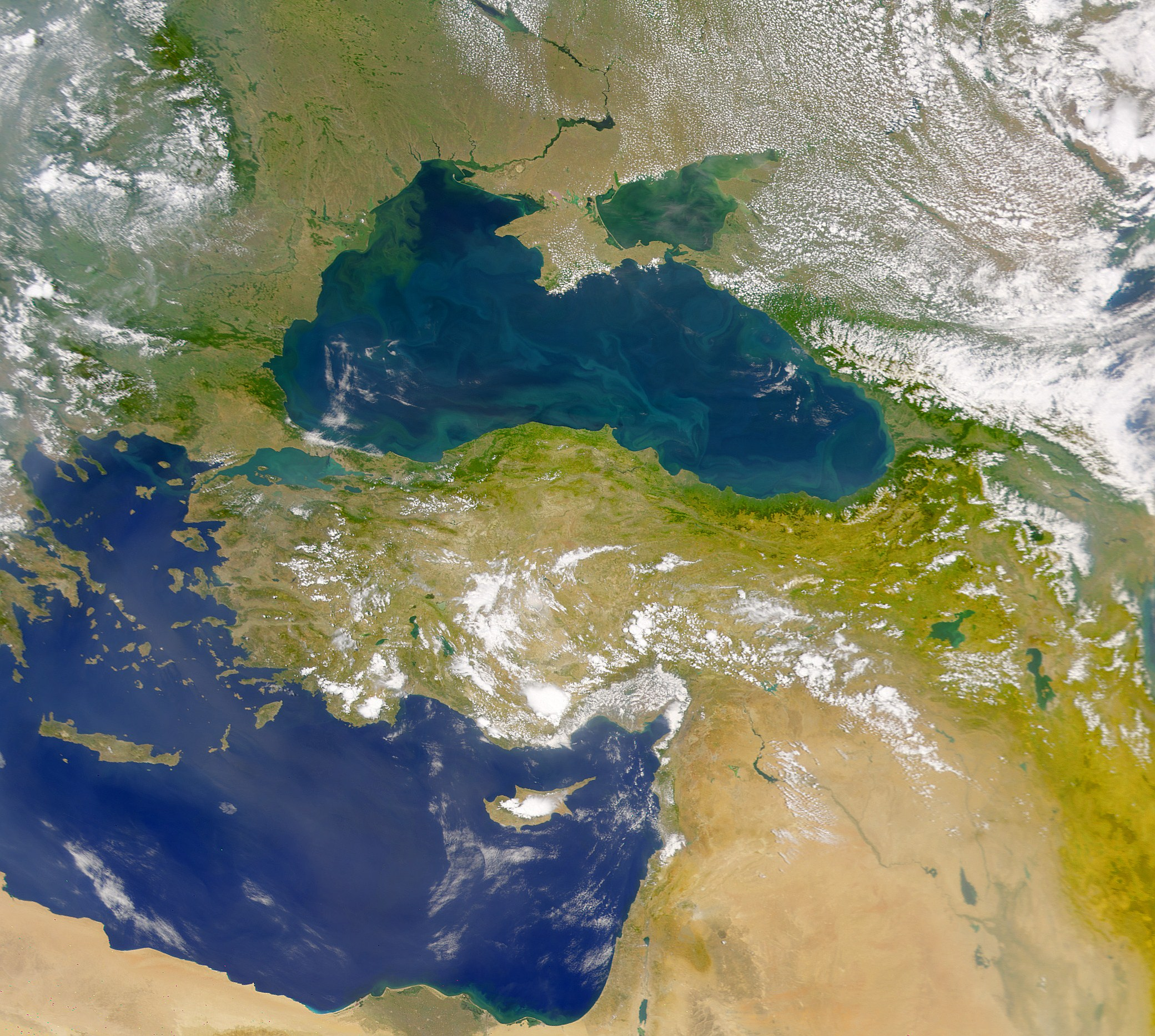
Чорне, Азовське, Середземне, Егейське та Мармурове море з космосу.

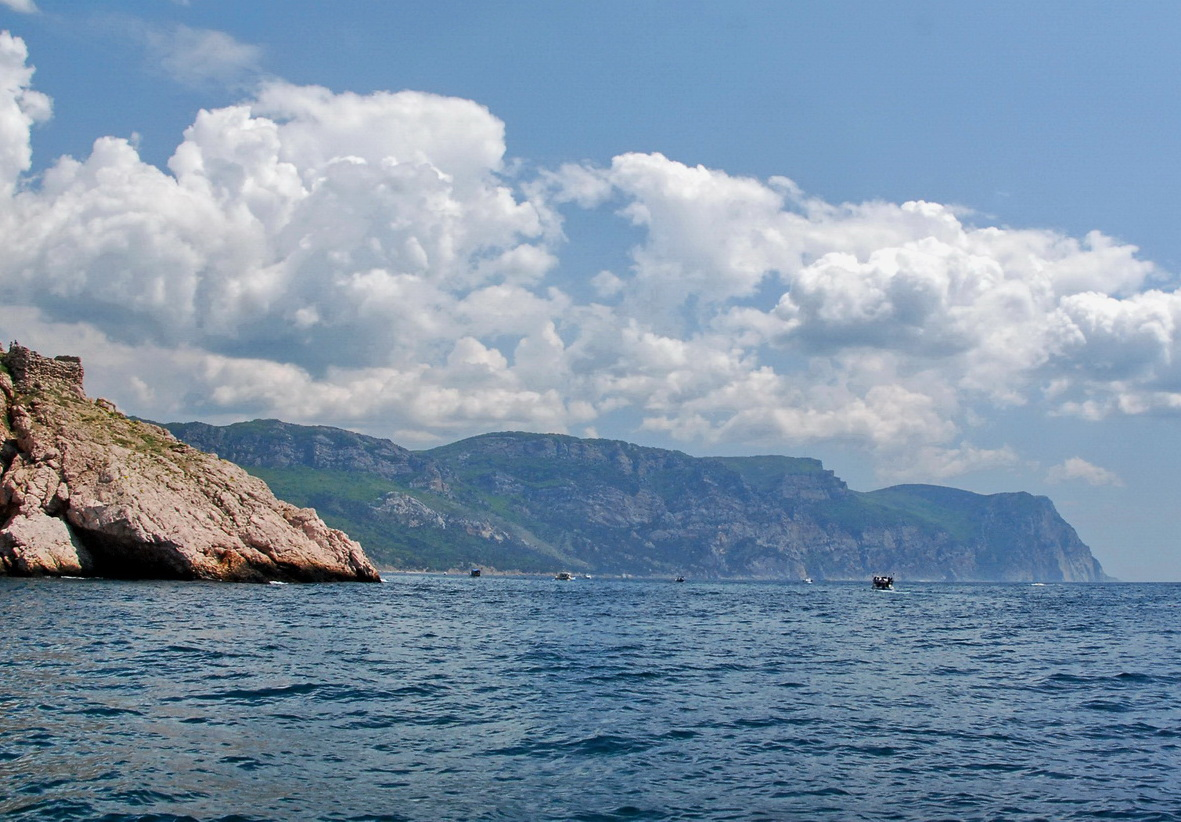
Чо́рне мо́ре, південь Балаклави

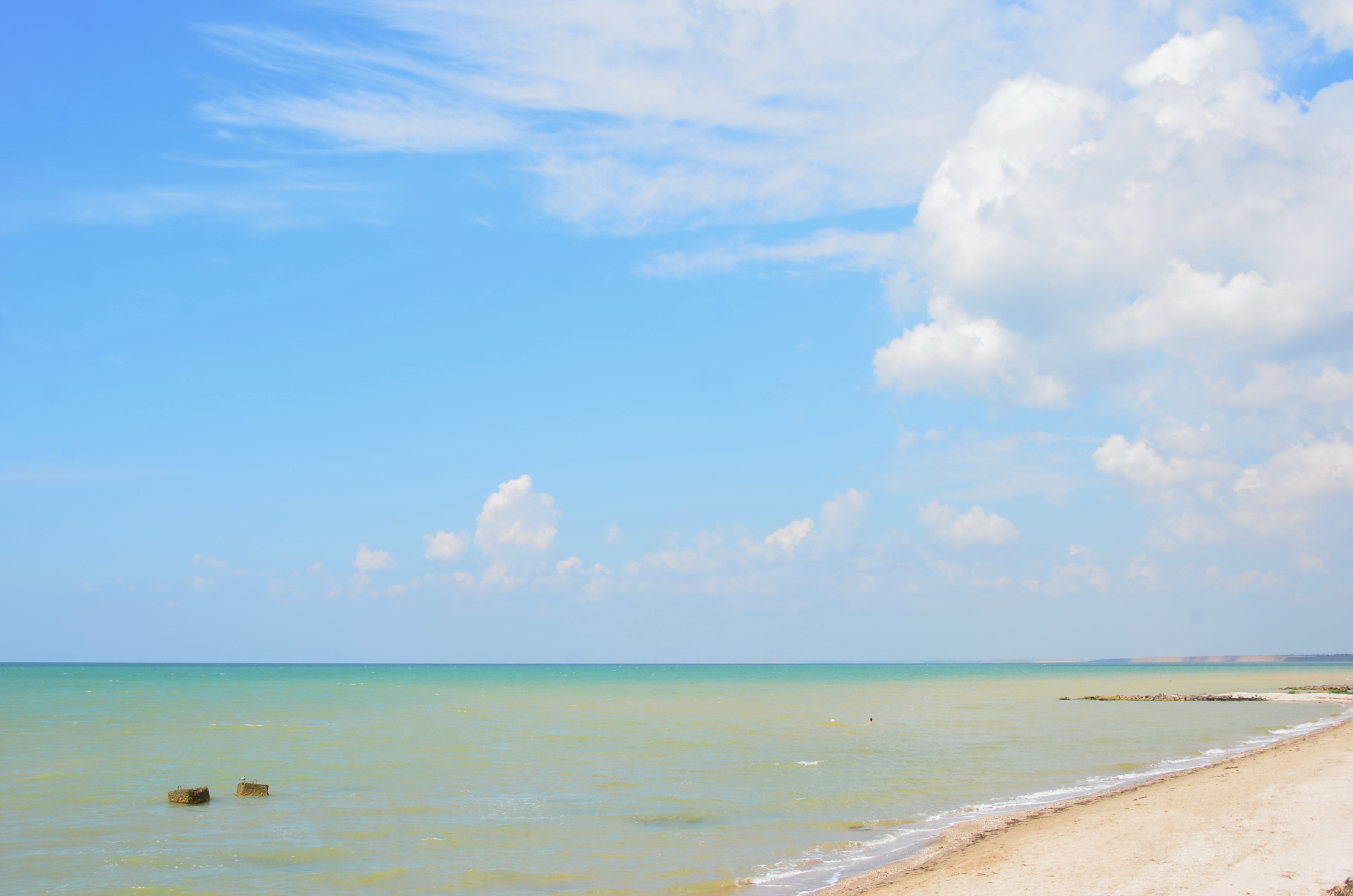
Азо́вське море біля Орлівки

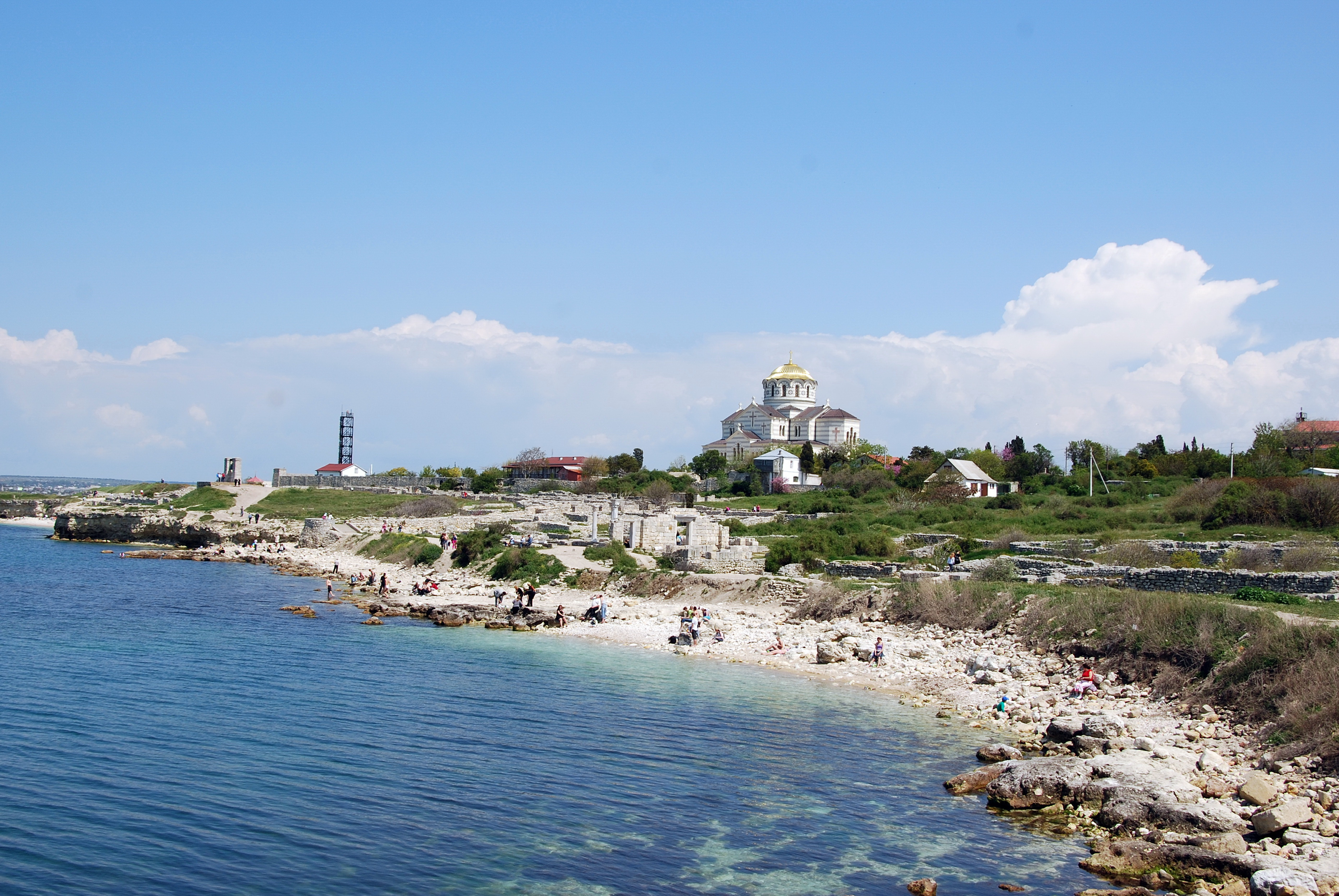
Чо́рне мо́ре, мис Херсонес

Мо́ре — частина океану, яка відокремлена від нього суходолом, підвищеннями підводного рельєфу або островами і має своєрідний гідрометеорологічний режим, вирізняється властивостями та складом води (солоністю, прозорістю, температурою, біологічним складом). Ділянки акваторії моря, що глибоко вдаються в сушу, — це затоки, серед яких вирізняють бухти, естуарії, фіорди, лагуни, лимани, губи.

## Класифікація

### За океаном
Поділ океанів був зроблений Міжнародною гідрографічною організацією.

Різні типи поділу на океани

Усього у Світовому океані налічується 63 моря: 25 — у Тихому, 16 — в Атлантичному, 11 — в Індійському, 11 — у Північному Льодовитому океанах. Сюди, звісно, не входять великі озера, у назві яких наявне слово «море», — це Каспійське та Аральське моря, які є залишками стародавнього океану Тетіс, а також значно менші озера — Мертве та Галілейське моря.

### За типом
Існують різні класифікації морів. Класифікація за морським правом не збігається з океанографічною класифікацією.
За ступенем відособлення (розташуванням) вирізняють моря внутрішні, окраїнні, міжострівні та середземні.
Залежно від кількості континентів, береги яких море омиває, внутрішні моря ділять на міжконтинентальні (Середземне та Червоне моря) та внутрішньоконтинентальні (Жовте, Біле, Чорне моря та ін.).
Окраїнні моря розташовані поблизу материків на материкових відмілинах і схилах, недалеко вдаються в сушу, характеризуються широким зв'язком з океаном, бувають відокремлені від океану ланцюгом островів. Зазвичай окраїнні моря лежать на шельфі, тому на характер донних відкладів, кліматичний та гідрологічний режими, органіку вплив як материк, так і океан. До окраїнних морів належать Берингове, Охотське, Японське, Східно-Китайське, Південнокитайське, Карибське та інші.
З геологічної точки зору в окраїнних морях іноді виділяють граничні моря. Їх визначають як такі, що розташовані на геологічно активних континентальних окраїнах. Отож до цього класу зачисляють окраїнні моря Тихого океану, розташовані на геологічно активних континентальних окраїнах. Моря Атлантичного океану, які лежать на пасивних окраїнах, сюди не належать. Виділяють два типи граничних морів залежно від напрямку субдукції океанічної кори. Один тип — моря, що лежать над ділянками, де океанічна кора занурюється під континентальну. Прикладом такого моря є Японське, яке лежить над ділянкою, де океанічна кора занурюється під Євразійську плиту. Другий тип — моря, що лежать над ділянками, де старша океанічна кора занурюється під більш молоду материкову плиту. Прикладом такого моря є Південнокитайське, де Тихоокеанська плита занурюється під материкову.
Міжострівні моря розташовані серед великих островів чи архіпелагів, які часково перешкоджають вільному водообміну цих морів з відкритою частиною океану. Більшість міжострівних морів розташовані серед островів Малайського архіпелагу. Міжострівними морями є Фіджі, Яванське, Банда, Сулавесі та ін. У геоструктурному відношенні належать здебільшого до сучасних геосинклінальних областей.
Існує також класифікація морів залежно від температури їхніх поверхневих вод, тобто йдеться про тропічні, помірні та полярні моря.
Вирізняють моря за ступенем солоності. Деякі моря мають солоність більшу, ніж середня в океані, через значне випаровування та відсутність притоку прісних річкових вод (посушливі та пустельні регіони, де випаровування значно переважає над кількістю атмосферних опадів). Водообмін з океаном або сусіднім морем через протоку полягає у витіканні солонішої морської води з придонними шарами та надходженні менш солоної води з поверхневими шарами. Приклад такого моря — Червоне море.
Деякі моря мають меншу, ніж навколишній океан, солоність внаслідок того, що притік прісної води зі стоком річок та опадами переважає над випаровуванням. В цьому разі водообмін з океаном або сусіднім морем через протоку полягає у витіканні менш солоної морської води з поверхневими шарами та надходженні солонішої води з придонними шарами. Приклад такого моря — Чорне море.

## Фізична наука

### Морська вода

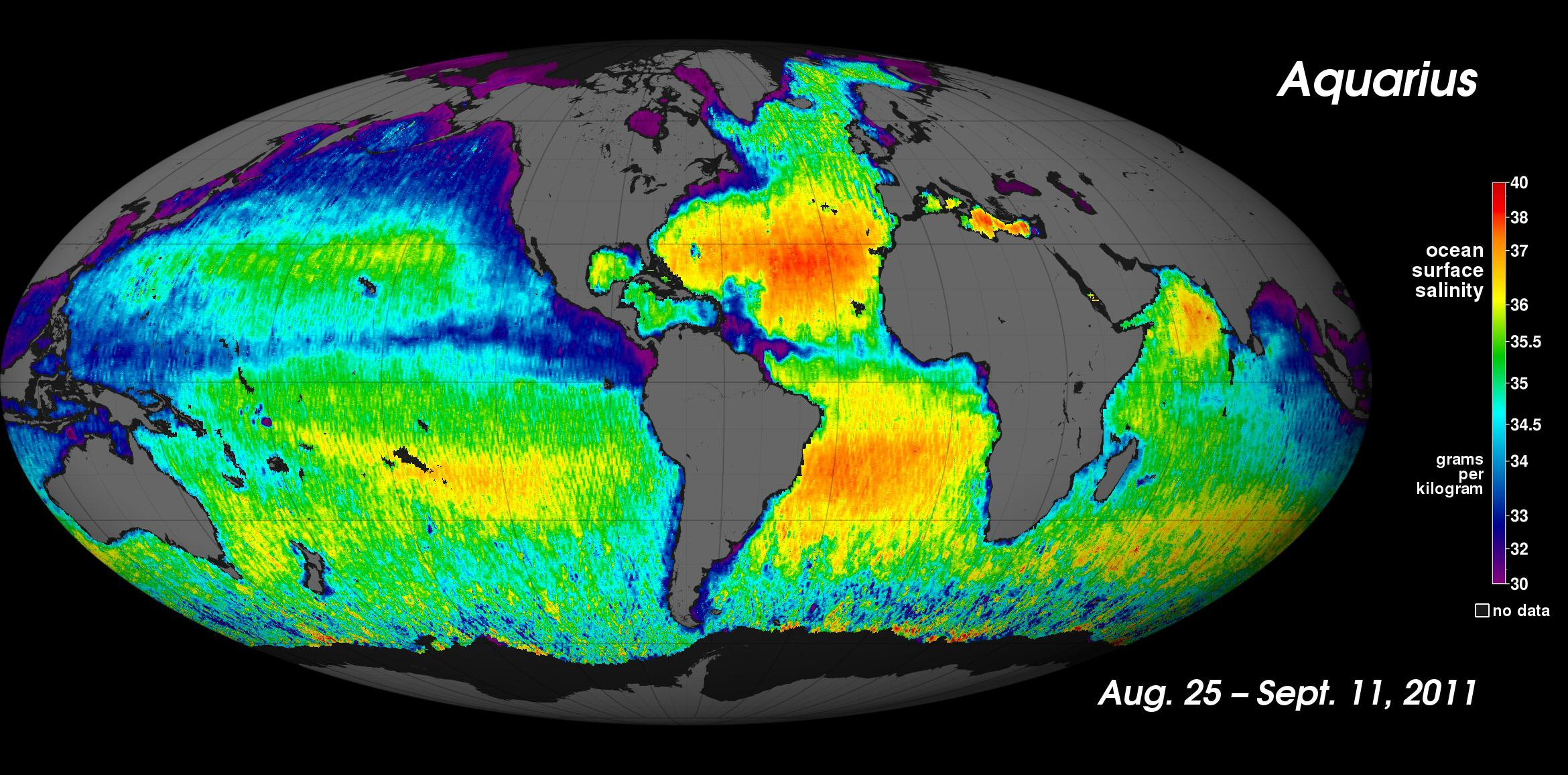
Карта солоності Світового океану, середня солоність на карті становить 35 ‰

Вода має синявий колір, який можна побачити тільки у великих об'ємах води, хоча відображення неба і вносить вклад у появу синього відтінку поверхні води, це не основна причина. Основною причиною є поглинання ядрами молекули води «червоних фотонів» від вхідного світла, єдиний відомий приклад забарвлення у природі в результаті коливального руху, а не електронної динаміки.

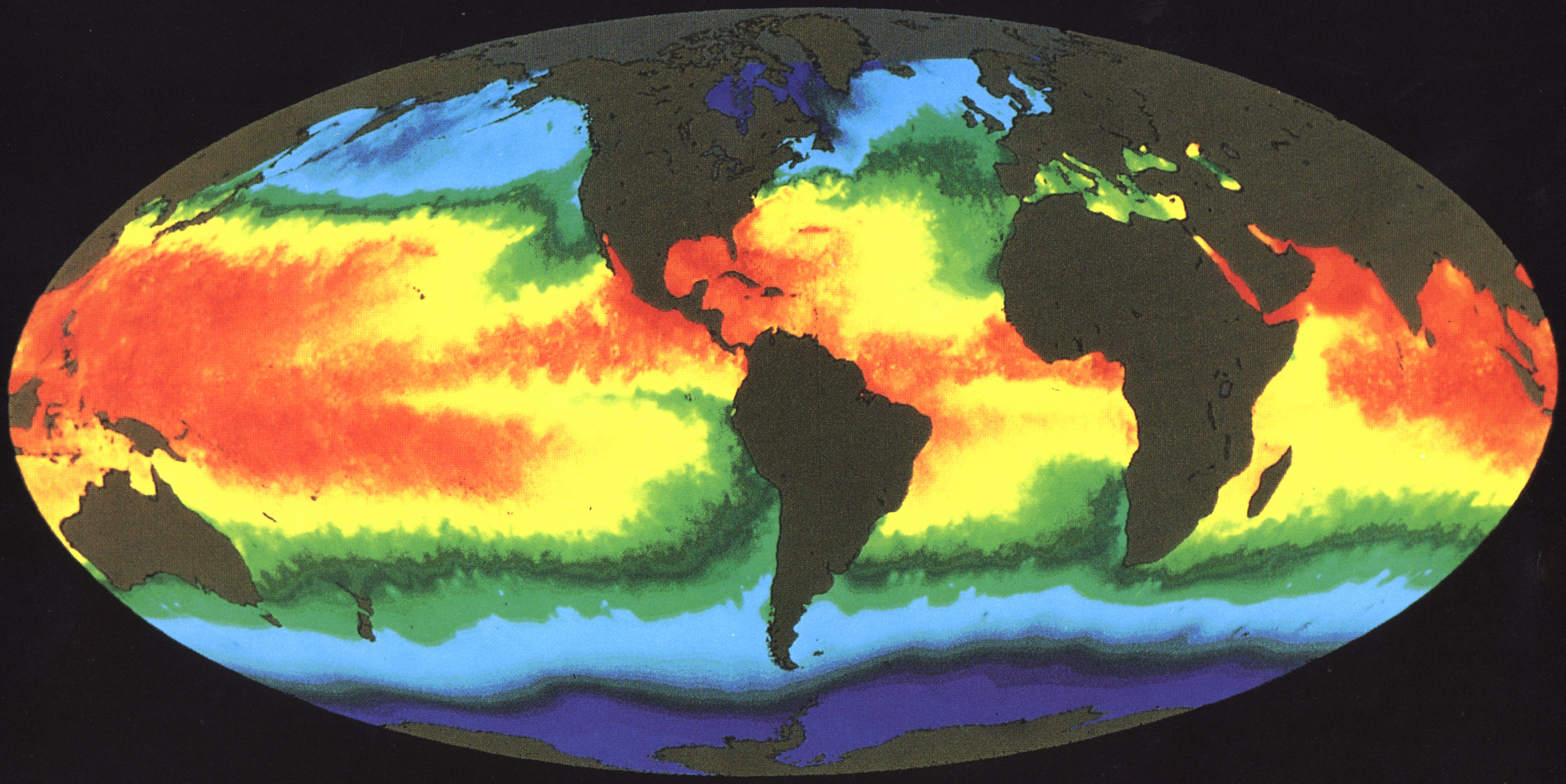
Карта температур світового океану. Температура позначена відповідними кольорами веселки, по зниженню температури

На колір води впливають також склад і концентрація розчинених у воді порід (наприклад, Жовте море) чи живих організмів. А ще на колір моря впливає ступінь і характер забруднення морських вод.
Характерною властивістю морської води є її солоність. Солоністю води називають кількість грамів солі (насамперед NaCl), розчинених в 1 л води. Одиниця вимірювання солоності води — проміле ‰ (тисячна частка). Якщо солоність води менша від 1 ‰, то воду називають прісною. Це води суходолу. Солоність вод у морях і океанах становить у середньому 35 ‰ (35 г солей на 1 літр води), з них 27 г хлориду натрію (кухонної солі), 5 г інших хлоридів і 3 г сульфатів, карбонатів і бромідів). Відтак, в 37 л морської води міститься 1 кг кухонної солі.
Морська вода і людська кров мають дивовижну подібність у співвідношенні основних хімічних елементів. З цим пов'язаний той факт, що отримана у морській воді рана не така болюча, як така ж на суші. У роки Другої світової війни радянські військові хірурги успішно використовували розведену морську воду при переливанні крові; такий розчин на західному фронті отримав назву розчин Квінтона.
| Компонент | Концентрація (г/кг) |
| --------- | ------------------- |
| Хлор      | 19,353 — 18,980     |
| Натрій    | 10,760 — 10,560     |
| Сульфат   | 2,712 — 2,650       |
| Магній    | 1,294 — 1,270       |
| Кальцій   | 0,413 — 0,400       |
| Калій     | 0,387 — 0,380       |
| Карбонат  | 0,142 — 0,140       |
| Бром      | 0,067 — 0,065       |
| Стронцій  | 0,008               |
| Бор       | 0,005 — 0,004       |
| Фтор      | 0,001               |

Солоність води в різних частинах морів неоднакова. Біля берегів, де в море впадають річки або стікають води від танення льодовиків чи снігу, солоність менша. Невелика солоність в морях, які мають значний притік прісних річкових вод і віддалені від океану.
. Наприклад, Азовське (12 ‰) та Чорне (18 ‰) моря, що омивають береги України. Найсолонішим є Червоне море (42 ‰), яке зовсім не має притоку прісних річкових вод. Солоність Середземного моря — близько 37 ‰.
Відкладення солей може відбуватися, як це відбувалося в Середземному морі, яке в певні геологічні епохи функціонувало як солончак: його зв'язок з океаном через Гібралтарську протоку був слабшим, не було водообміну в обох напрямках, як це відбувається зараз. З іншого боку, з поверхні моря випаровувалося більше води, ніж випадало з опадами і приносилося річками, так що нестача води компенсувалася притоком води з океану. Так з'явився притік солі, який не компенсувався рівноцінним відтоком. Це спричинило утворення дуже великих сольових відкладень глибоко в Середземному морі і, мабуть, вплинуло на солоність океану.

### Поширення звуку
На відміну від повітря, морська вода, як і прісна слабо поглинає енергію звукових хвиль, звук у водній товщі може поширюватися на величезні відстані (на тисячі кілометрів). Швидкість звуку у воді не залежить від її частоти та висоти й становить від 1 450 м/с до 1 570 м/с, причому зі збільшенням температури, солоності і тиску (тобто глибини) ця величина зростає, проте найбільше під впливом температури.
В середньому зі зміною температури на 1 °C швидкість звуку змінюється на 4,4 м/с, зі збільшенням солоності на 1 ‰ — на 1,2 м/с, зі зростанням глибини на 100 м — на 1,75 м/с. Зміна швидкості звуку в морській воді внаслідок неоднорідності її фізико-хімічних характеристик, особливо по вертикалі, зумовлює заломлення (викривлення) траєкторії звукових хвиль — рефракції. При цьому звукові промені завжди викривляються випуклістю в той бік, де швидкість звуку менша (тобто в бік тепліших водних мас). Оскільки океан непрозорий для електромагнітного випромінювання, то використовувати радіохвилі і радари для його вивчення нема можливості. Проте морська вода не є абсолютно непрозорою для радіохвиль. Наприклад, занурений підводний човен може прийняти сигнал лише радіопристроєм, який працює на хвилях такої довжини, за якої закон Беера уже не виконується.
Отож океанографи використовують для досліджень океанів і морів гідроакустичні прилади. Акустика дала змогу дослідити глибини морів та дізнатися, що вони сповнені звуків, які видають дельфіни, кити та інші тварини, спілкуючись між собою.

### Хвилі
Поверхня морів перебуває в постійному русі. У давнину причини цих явищ пояснювали діями божеств: гнівом Посейдона, іграми нереїд, монстрів Скілли та Харибди. Рухи води морів дуже складні.
Залежно від вигляду вертикальних коливань вирізняють такі хвильові рухи:
- хвилі, спричинені вітром; їхній період становить близько секунди або десяти секунд, а їхня амплітуда може сягати декількох десятків метрів.

Динаміка хвиль біля берега

При утворенні хвилі маса води не рухається горизонтально, змінюється лише вертикальний рівень водної поверхні. В одних місцях пориви вітру ніби вдавлюють її, утворюючи улоговину хвилі, в інших — поверхня підіймається у вигляді гребеня. З посиленням швидкості вітру на гребенях хвиль з'являється біла піна — баранчики. Висота хвилі збільшується, а сильний вітер ніби загинає верхівки гребенів хвиль. Коли вітер слабшає, то хвилі змінюються брижами — згасними низькими частими хвилюваннями.
У більшості випадків висота вітрових океанічних хвиль сягає 4-5 метрів. В 1933 році в Тихому океані моряки американського судна «Рамапо» спостерігали хвилю висотою 34 м.
- плескіт є рухом води, що виникає в портах, і це є комбінацією хвиль, відбитих від стін.
- сейші (фр. Seiches) — стоячі хвилі великого періоду — від кількох хвилин до десятків годин, амплітуда — від декількох міліметрів до декількох метрів, які виникають у замкнених водоймах під впливом різниці атмосферного тиску, сейсмічних явищ, згонів і нагонів води.

### Цунамі
Рухи води можуть бути викликані катастрофічними явищами (землетрусами, виверженнями вулканів, зсувами, падіннями на Землю інших небесних тіл) і набувати вигляду цунамі, відокремленої хвилі або солітону. Довжина таких хвиль понад 500 м і рух охоплює всю товщу води.

### Припливи
Припливи та відпливи — це періодичні підвищення й зниження рівня води морів та океанів, спричинені гравітаційною нерівномірністю притягання води океанів Місяцем і, меншою мірою, Сонцем. Їхній період становить близько 12 годин і 25,2 хвилини.
Приплив настає, коли Місяць проходить через меридіан даного місця. Те саме відбувається одночасно на протилежному боці Землі. Так, якщо Місяць проходить через нульовий меридіан, то припливи спостерігаються на меридіанах 0° та 180°, відпливи — на 90° довгот обох півкуль.
Амплітуда змінюється залежно від місця розташування і може сягати понад 10 м. У відкритому морі чи океані припливи і відпливи майже не відчуваються, їхня висота сягає 90 см. Слабо вони відчуваються і у внутрішніх морях. Наприклад, висота припливів і відпливів у Азовському та Чорному морях дуже мала — 2—3 см. Найвищий рівень води буває у вузьких затоках відкритого моря чи океану. Наприклад, висота припливів у затоці Фанді на східному узбережжі Північної Америки сягає 18 м.

### Течії

Морські течії на безперервній карті океанів

Морські течії — горизонтальне переміщення води у морях:
- основні морські течії, спричинені відмінностями в щільності морської води (через відмінності у солоності і температурі). Вони вважаються постійними. Однак існують постійні течії, породжені вітрами. Так, по обидва боки екватора від 30-х широт до нього дмуть постійні вітри пасати, що виникають у приекваторіальній зоні всіх океанів. Течії, що викликані цими вітрами, дістали назву пасатних. Рухаючись зі сходу на захід, пасатні течії, натрапляючи на береги материків, відхиляються на північ і на південь. При цьому утворюються нові течії, зокрема, міжпасатні течії.
У помірних широтах ці течії під впливом постійних вітрів і сили обертання Землі відхиляються на схід. Таким чином, на північ і на південь від екватора в смугах 50° північної та південної широти виникає два кругообіги. Вони існують в усіх океанах, крім Північного Льодовитого. У Північній півкулі течії рухаються за годинниковою стрілкою, в Південній — проти.
- більш локалізовані течії, що породжуються за допомогою вітру або припливів. Вони можуть набути періодичного характеру, чи спричинити великі вихори, як, наприклад, течія Сальстраумен (Малстрим).
- Течія Західних вітрів — течія, що проходить вздовж берегів Антарктиди, де майже немає суходолу, яка утворюється під впливом постійних вітрів помірних широт та сили обертання Землі.

| | В океані тече річка. Вона не пересихає в найжорстокіші посухи і не переповнюється під час найсильніших повеней. Її береги і дно утворені холодною водою, а сама вона тепла. Опис Гольфстриму |
| — Фонтен Морі Maury Mattev Fontaine, Фізична географія океану і його метеорологія 1855 рік The Physical Geografy of the Sea and its Meteorogy 1855 | |

### Узбережжя
Узбережжя це смуга землі, місцевість уздовж берега моря, озера, великої річки; розташована по обидва боки берегової лінії. Пролягає між сушею та водоймою, і характеризується їхнім безпосереднім взаємним впливом. Взаємний вплив суші та моря виявляється в рельєфі та кліматі. Кліматичні умови узбережжя, як правило, сприятливі для здоров'я людини, тому багато узбереж є популярними курортами.
| No. | Море                   | Площа (км²) |
| --- | ---------------------- | ----------- |
| 1   | Філіппінське море      | 5,177,762   |
| 2   | Коралове море          | 4,791,000   |
| 3   | Аравійське море        | 3,862,000   |
| 4   | Південнокитайське море | 3,500,000   |
| 5   | Море Ведделла          | 2,800,000   |
| 6   | Карибське море         | 2,754,000   |
| 7   | Середземне море        | 2,500,000   |
| 8   | Тасманове море         | 2,330,000   |
| 9   | Берингове море         | 2,260,100   |
| 10  | Бенгальська затока     | 2,172,000   |

#### Берегова лінія
Затока — це частина моря, яка глибоко заходить у суходіл, але має вільний водообмін з основною частиною моря. Гідрологічні і гідрохімічні умови затоки тотожні з умовами моря, частиною якого вони є. В окремих випадках місцеві особливості клімату та річковий стік, материковий стік можуть надавати гідрологічним характеристикам поверхневого шару заток деякі специфічні риси.
Залежно від рельєфу берегів та інших географічних умов затоки розрізняють на кілька видів:
- Бухта — невелика частина моря, відокремлена від відкритих вод з трьох боків частинами суші (виступами берегів, скелями та прилеглими островами) і захищена ними від хвиль та вітру. Більшість невеликих бухт утворюються в м'яких скелях або глинах, вимитих хвилями. Прикладами бухт можуть бути Севастопольська і Балаклавська бухти в Чорному морі, Золотий Ріг, Находка (порт Владивостоку) у Японському морі.
Більшість невеликих бухт утворюються в м'яких скелях або глинах, вимитих хвилями. Невелика бухта може бути в складі більшої бухти, як, наприклад, Південна бухта у складі Севастопольської бухти.
- Лиман — затока, відокремлена від моря піщаною косою (пересипом). Найчастіше лиман — це затоплена частина найближчої до моря ділянки річкової долини (наприклад, Дніпровський, Дністровський лимани на узбережжі Чорного моря). Розрізняють лимани відкритого типу — такі, що мають постійний водообмін із морем, і закритого типу — такі, що відмежовані від моря піщаною косою, пересипом. На гідрологічний режим лиману значною мірою може впливати річка, яка в нього впадає. Лимани бувають двох типів: лагунного і естуарного.
- Лагуна — мілководна частина моря, відділена від нього баром, косою, кораловим рифом і часто з'єднана з ним вузькою протокою. Від інших заток лагуни відрізняються більшим ступенем ізольованості від моря. Затоки звичайно вільно сполучаються (з'єднані) з морем. Через це на солоність заток, характер їх відкладів тощо море впливає безпосередньо. Лагуни звичайно з'єднані з морем протоками, але іноді відокремлені береговими валами, косами тощо. Через органічний світ та осади вони більш автономні, не зазнають такого впливу відкритого моря, як затоки. Часто зустрічаються всередині атолу (наприклад, атоли Кіритіматі, Кваджалейн).
- Естуа́рій — однорукавне, лійкоподібне гирло річки, що поширюється в напрямку моря. Естуарій утворюється, коли море затоплює гирло річки, а припливно-відпливні явища виносять осадові породи в море і не дають естуарію заповнитися і перетворитися в дельту. Це відбувається коли прилегла до естуарію частина моря має велику глибину. Естуарій утворюють такі річки, як Амазонка (Атлантичний океан), Темза (Північне море).
- Фіорд — довга, вузька морська затока, яка часто тягнеться далеко усередину узбережжя. Фіорд утворюється внаслідок затоплення морем долини колишнього льодовика. Багато фіордів дуже глибокі — вони формувалися, коли льодовики своєю вагою роз'їдали низи долин під рівнем моря, а після розтанення льодовиків, долини затоплювалися морем. Переважно, довжина фіорда в декілька разів більша за його ширину. Прикладом фіорду може буди Согнефіорд у Норвезькому морі.
- Губа — поширена на півночі Росії назва затоки, яка глибоко врізається в сушу (наприклад, Невська у Фінській затоці, Обська в Карському морі).

Протока — порівняно вузька смуга води, що розділяє ділянки суходолу і сполучає суміжні водні басейни або їх частини (Наприклад, протоки Па-де-Кале, Дрейка, Керченська).
Материк — величезна ділянка суходолу, що з усіх або майже з усіх боків оточена морями або океанами (наприклад, Євразія).
Півострів — це частина материка, що далеко заходить в море і з трьох боків оточена водою (наприклад, Крим, Аравійський). У геологічному відношенні в більшості випадків півострів складає одне ціле з материком.
Острів — частина суходолу, котра оточена з усіх сторін водою і постійно піднімається над водою, навіть в період найбільшого припливу (Зміїний, Мадагаскар). Від материків відрізняються порівняно невеликими розмірами. Залежно від походження та форми, острови відносять до різних типів (материкові, вулканічні, коралові), та використовують різні терміни для їх позначення (атол, архіпелаг).
Мис — частина суходолу, що врізається в море. Може бути утворений як корінними породами, так і наносами. Своїм існуванням миси, як правило, зобов'язані процесам ерозії. Передумовою для появи мису служить наявність на береговій лінії одночасно м'яких і твердих порід. М'які породи, такі як пісок, руйнуються під дією хвиль істотно швидше, ніж тверді. В результаті утворюється мис (наприклад, Сарич, Горн, Доброї Надії).

### Рівень моря
Рівень моря піднімається, причинами чому зокрема є танення материкових льодовиків і теплове розширення води, викликані глобальним потеплінням. Підвищення рівня моря є серйозною загрозою для всього прибережного населення і для економіки багатьох країн. Точне вимірювання рівня моря можливе з 1993 року завдяки супутникам (Топекс/Посейдон (англ. Topex/Poseidon, пізніше Джейсон-1 (англ. Jason-1) та Джейсон-2 (англ. Jason-2)).
Тим не менш, фізики помітили, що рівень моря піднімається повільніше, ніж це могло спричинити танення льодів. У дослідженні, опублікованому в журналі Глобальні та планетарні зміни (англ. Global and planetary change) у листопаді 2008 року, рівень моря піднімався на 3,3 мм на рік в період з 1993 по 2003 рік і на 2,5 мм на рік з 2003 року. Дослідження пояснює цю зміну уповільненням потепління морів. Починаючи з 2003 року, вклад танення льодів у підвищення рівня моря становить близько 1,9 мм на рік. Половина цієї водної маси вивільняється через танення двох полярних льодових шапок, інша половина — через танення гірських льодовиків.

### Кругообіг води
Водяна пара, що утворилася над поверхнею океанів, переноситься вітрами на материки, випадає там у вигляді атмосферних опадів і повертається в океан у вигляді поверхневого та підземного стоку з суходолу. У процесі вологообігу змінюється якість води: при випаровуванні солона морська вода перетворюється на прісну, а забруднена — очищається. Частина води витрачається на гідратацію гірських порід і виключається з кругообороту. Певна кількість вологи, навпаки, виходить з глибоких земних надр на поверхню і поповнює водні маси. Крім того, не вся вода, що стікає по земній поверхні досягає океанів і морів.

### Закислення океанів
У 2014 році Всесвітня метеорологічна організація вперше включила в щорічний звіт про Парникові гази спеціальний розділ про закислення океану. У звіті наголошується, що поточна швидкість підвищення кислотності океану є максимальною за останні 300 мільйонів років і, за прогнозами, буде тільки збільшуватися як мінімум до середини ХХІ століття.
Наслідки окислення стосуються, насамперед, живих організмів, чиї раковини утворені з вуглекислого кальцію. В результаті окислення слабшає їхня здатність утворювати раковини. Так як ці види часто служать основою харчових ланцюгів в океанах, наступні серйозні наслідки можуть торкнутися морських тварин, а в майбутньому і людей.

## Морське життя

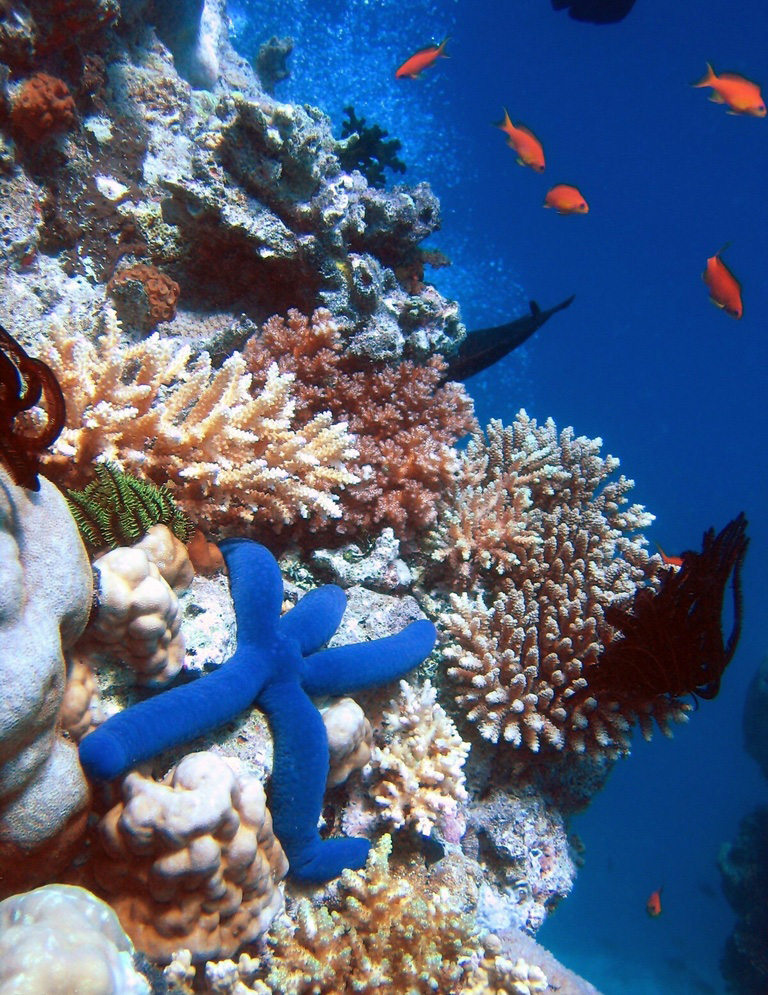
Біорізноманіття морського дня

Життя знаходиться в океані від поверхні до найбільших глибин. По типах місцепроживань розрізняють пелагічні організми, що населяють товщу води (планктон і нектон), і організми, що населяють дно океану (бентос). У океані мешкають представники майже всіх класів тварин, а багато класів відомо тільки в океані. З хребетних тварин в океані мешкають риби, черепахи, змії і ссавці, головним чином китоподібні і ластоногі.

### Водорості
Водорості відіграють важливу роль у синтезі органічної речовини на Землі. У комплексі організмів, що здійснюють кругообіг речовин у природі (продуценти — консументи — редуценти), водорості разом з автотрофними бактеріями та вищими рослинами складають ланку продуцентів, за рахунок яких існують усі безхлорофільні організми планети.
Водорості виступають продуцентами також у наземних місцезростаннях, зокрема найчастіше у таких, що є малопридатними для життя вищих рослин. У таких біотопах вони створюють умови для існування бактерій, грибів та тварин. Наприклад, у водоймах водорості є основним джерелом харчування безхребетних тварин, якими, у свою чергу, харчуються хребетні, в тому числі і риби. Цілком очевидно, що продуктивність зарибленої водойми залежить від продуктивності її водоростевої складової. Беручи участь у процесах кругообігу речовин у природі, водорості є активними агентами самоочищення водойм, а також первинних ґрунтотвірних процесів і відновлення родючості ґрунтів.
У геологічному літописі нашої планети водорості також залишили відбиток у вигляді строматолітів, діатомітів та вапняків.

## Море та людина

### Навігація та відкриття
Відкрите море з давніх-давен приваблювало людей, які спочатку відходили від берега на невелику відстань не вміючи орієнтуватися у відкритому морі, тому перші мореплавці не відходили на відстань більшу ніж відстань з якої ще було видно берег. Опісля з винайденням орієнтування за Сонцем, Місяцем і зорями моряки почали наважуватися на дедалі довші й дальші виходи у відкрите море.
Перший опис морського дна належить Геродоту, який описує у свої записах, що відносяться до 450 р. до н. е., Середземне море біля Єгипту.
|                           | Природа країни Єгипет така, що коли корабель наближається до нього на відстань одного дня шляху до берега, то чоловік, який захоче виміряти глибину підніме з дна намул, навіть якщо глибина в цьому місці 11 сажнів |
| — Геродот 450 р. до н. е. | |

#### Доба великих географічних відкриттів
Доба великих географічних відкриттів була підготовлена успіхами в кораблебудуванні, навігації і розвитку географічних знань. Португальці і іспанці навчилися будувати легкі, швидкоплинні кораблі — каравели. Використання компаса і розвиток картографії давали можливість плавати у відкритому океані. На той час уже досить вкоренилася гіпотеза про кулястість Землі, що вселяло мореплавцям надію знайти шлях у казкові східні країни, відправляючись на захід. Першими на пошуки країн, багатих золотом, і морських шляхів до Індії вирушили португальські мореплавці. В їх експедиціях брали активну участь генуезькі моряки та купці, які прагнули обігнати своїх венеціанських суперників у східній торгівлі. Уже в 1415 році португальці заволоділи Сеутою, що стала важливим торговим пунктом і військовим форпостом на Африканському материку. Далі почалися пошуки золотоносних річок, про які розповідалося в творах арабських географів. В організації цих експедицій велику допомогу надавав португальський принц Енріке Мореплавець.

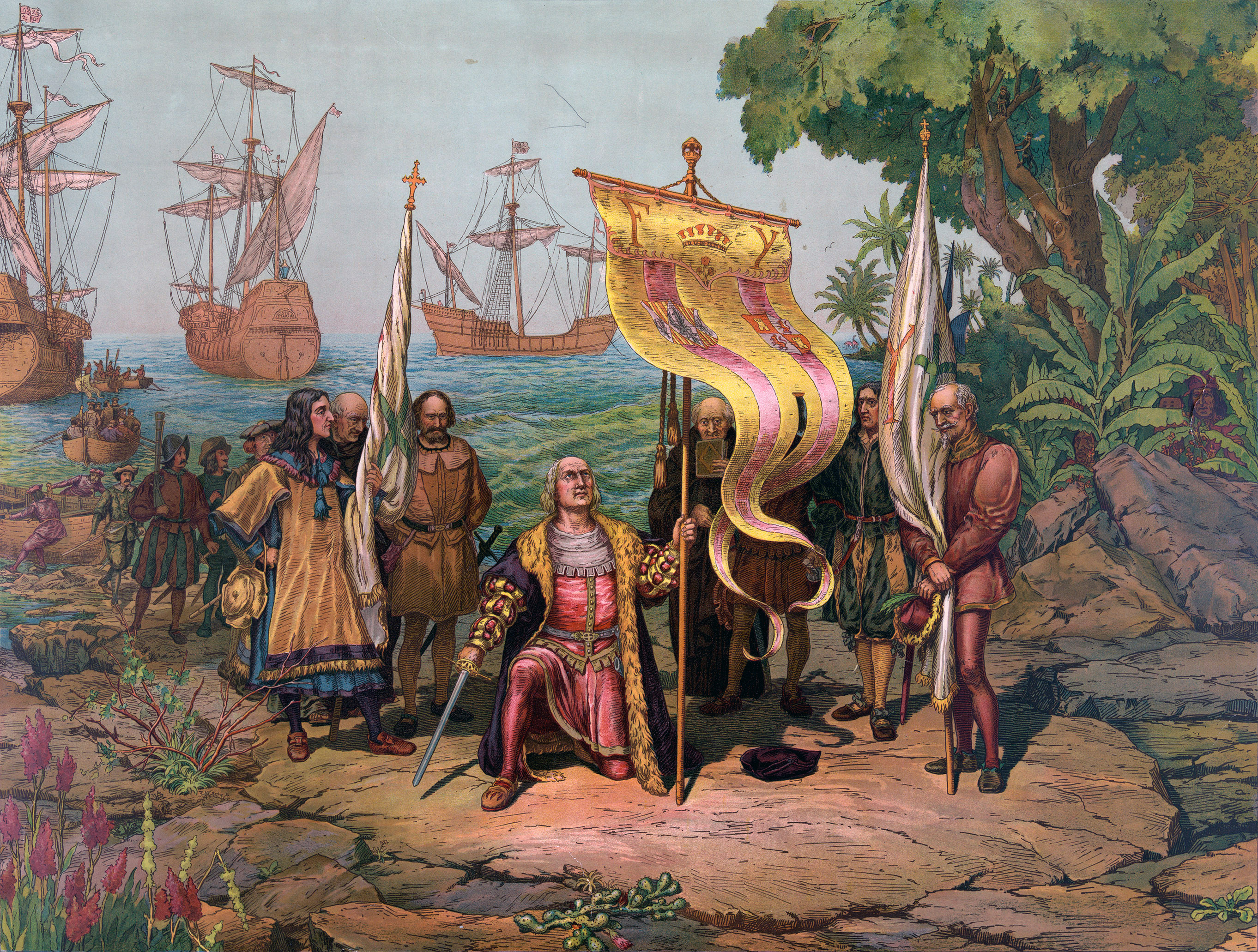
Христофор Колумб

До 1460 року португальці відкрили острови Зеленого Мису і увійшли у води Гвінейської затоки. На той час вони вже зайняли Азорські острови. Тепер стояло завдання обігнути Африканський материк і досягти таким шляхом узбережжя Індії. В 1486—1487 роках була організована експедиція під керівництвом Бартоломеу Діаша, яка досягла південного краю Африки, відкривши мис Доброї Надії — найпівденнішу точку Африканського континенту. Таким чином, з'явилася реальна можливість відкрити морський шлях до Індії.
У 1483 році Христофор Колумб вступив в переговори з португальським урядом, сподіваючись на згоду організувати експедицію для відкриття західного морського шляху до Індії. Але його пропозиція не знайшла підтримки: Португалія була близька до відкриття морського шляху навколо Африки. Тоді Колумб переїхав в Іспанію і почав переговори з іспанським двором.
3 серпня 1492, заручившись підтримкою іспанського двору, експедиція Колумба в складі трьох кораблів і 90 чоловік команди відбула з порту Палос на Канарські острови, звідки 10 вересня направилася на захід, але експедиція закінчилась невдачею.

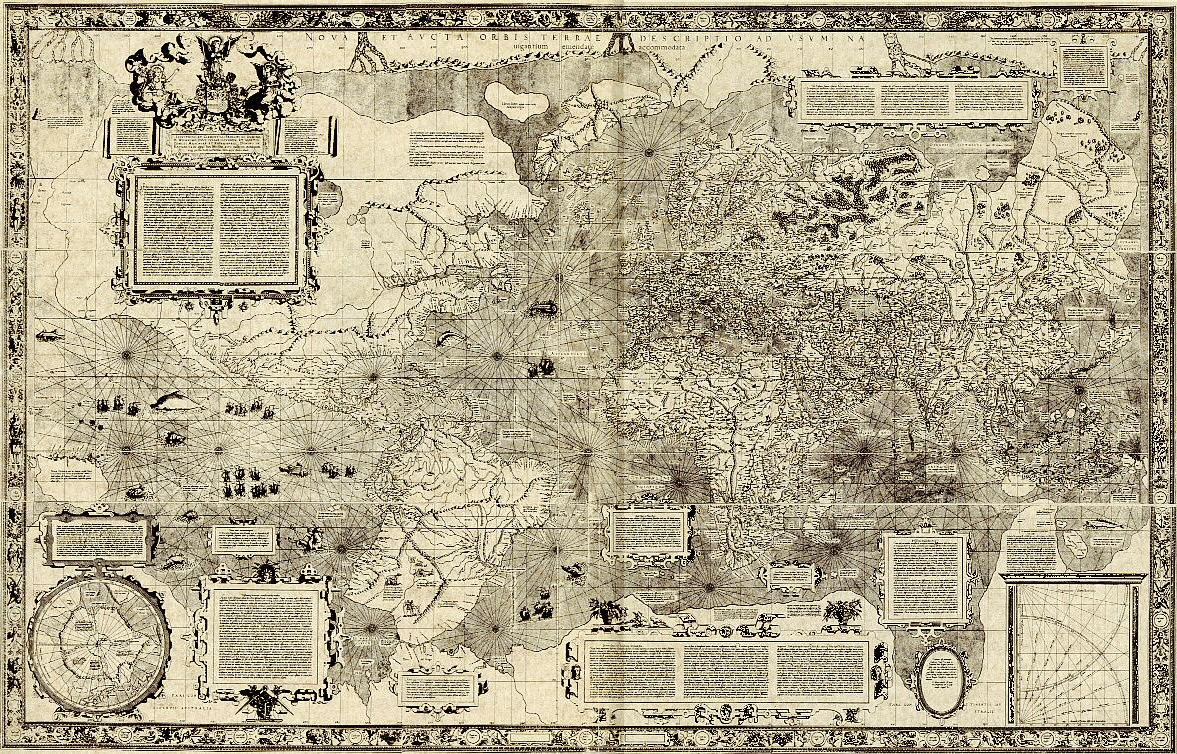
Карта Герарда Меркатора, 1596

Друга експедиція Колумба була організованіша, в ній брало участь 17 кораблів з екіпажем в 1560 осіб. Під час експедиції відкрито Малі Антильські острови, Пуерто-Рико та Ямайку, обстежено південне узбережжя Куби, але «Індію» не змогли знайти. У 1495 році Колумб повернувся в Іспанію. Тільки під час третього плавання, в 1498 році, Колумб підійшов до Південно-Американського узбережжя біля гирла річки Оріноко. У цьому ж році португальці досягли узбережжя Індії. Четверте плавання Колумба (1502—1504) виявилося досить успішним. Була відкрита частина Атлантичного узбережжя Центральної Америки (Гондурас, Нікарагуа, Коста-Рика, Панама). Це відкриття не підняло престижу Колумба при іспанському дворі і його смерть залишилася непоміченою. Відкритий ним материк отримав не його ім'я, а став називатися Америкою, в честь Америго Веспуччі, який брав участь в португальських експедиціях, що не бажали поступатись іспанцям, в Південну Америку в 1501—1504 роках і описав нові землі.
Влітку 1497 року з Лісабона вирушила флотилія в складі чотирьох кораблів під проводом Васко да Гами. Вона слідувала за відомим уже маршруту до мису Доброї Надії. Однак, щоб уникнути зустрічних течій, Васко да Гама повернув від островів Зеленого Мису на південний захід і пройшов мимо берегів Бразилії. Обігнувши мис Доброї Надії, експедиція попрямувала на північний схід і на початку квітня 1498 року увійшла в гавань Малінді. Експедиція Васко да Гами поклала початок колоніальним захопленням Португалії на західному узбережжі Індії.

### Рибальство

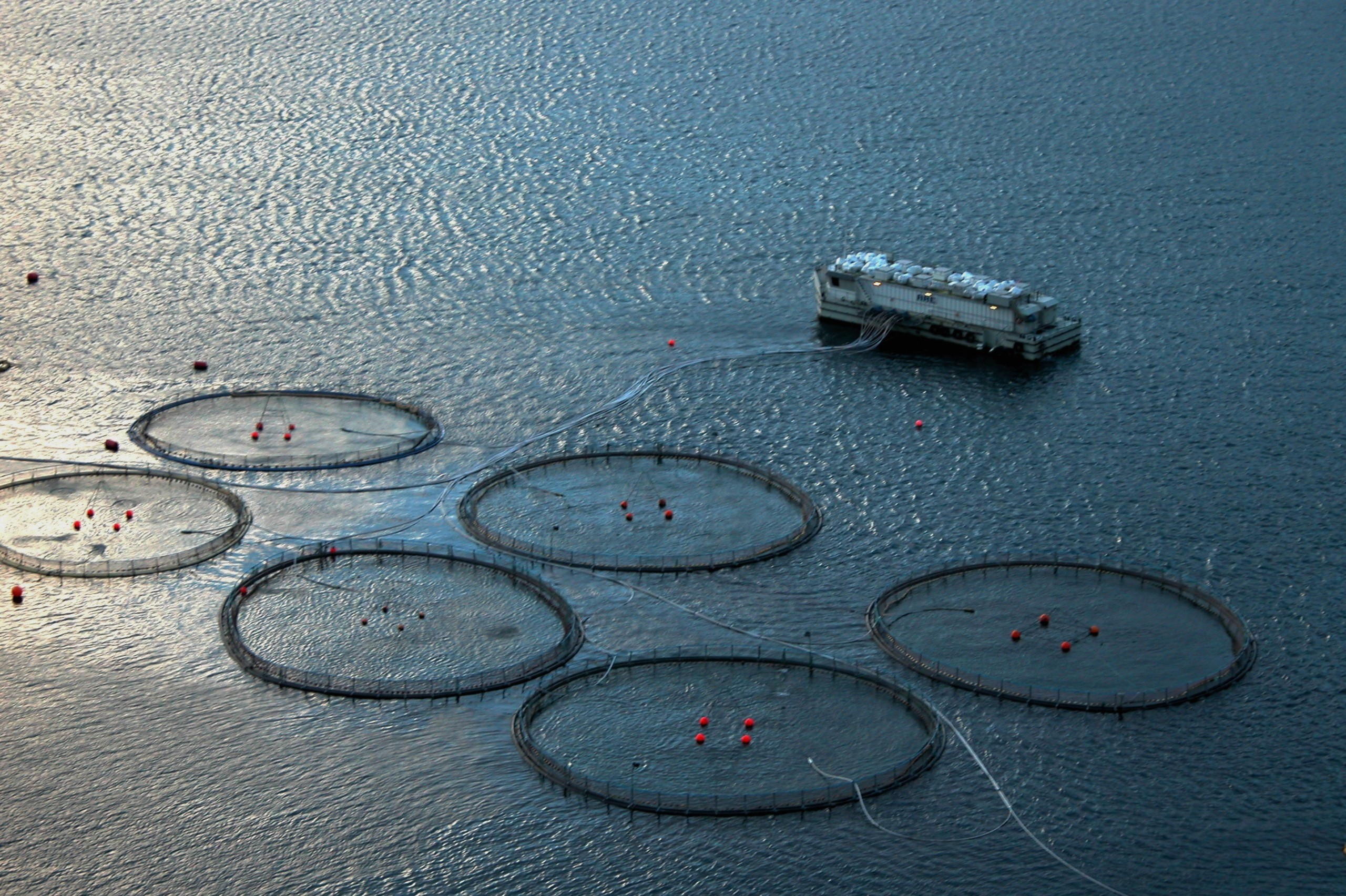
Розведення лосося

Впродовж століть рибальство було в людини одним з головних способів здобуття їжі. Зараз промислове рибальство використовує сучасні технології, а деякі види риб, молюсків та ракоподібних вирощуються на спеціальних фермах. Приватне рибальство залишається одною з найулюбленіших розваг і популярним видом спорту.

### Право
Міжнародне морське право є однією з найстарших галузей міжнародного права, тому що з давніх часів Світовий океан, що займає 71 % території планети Земля, грав важливу роль у задоволенні господарських потреб народів, що населяють її. В 1970 році Генеральна Асамблея Організації Об'єднаних Націй прийняла резолюцію, оголосивши ресурси дна морів і океанів за межами національної юрисдикції «загальною спадщиною людства», яку не мають права привласнювати собі жодна держава або особа.
У 1978 році Міжнародна морська організація заснувала Всесвітній день моря. Цей день входить в систему всесвітніх і міжнародних днів ООН.

### Водний транспорт
Штучними водними трасами і місцевими ріками активно перевозили продукти лісу, будівельні матеріали, хліб, промислові й ремісничі вироби.
У туристській практиці активно реалізується програма круїзних перевезень морськими і річковими маршрутами, з висадкою туристів у портах, здійсненням екскурсій тощо.
Океанські лайнери були головним видом міжконтинентальної подорожі більш як сторіччя, від середини 19-го сторіччя до 1960-х років, коли їх остаточно витіснили авіалайнери. На додаток до пасажирів, лайнери також несли пошту і вантаж. Лайнери, які займалися перевезенням пошти мали позначення RMS (Royal Mail Steamer) для британських кораблів або SS (steamship) для американських. Крім пасажирів і пошти лайнери здійснювали перевезення військ під час двох світових воєн, служили як кораблі-шпиталі, а також використовувалися для перевезення коштовностей, золота тощо.

### Ресурси

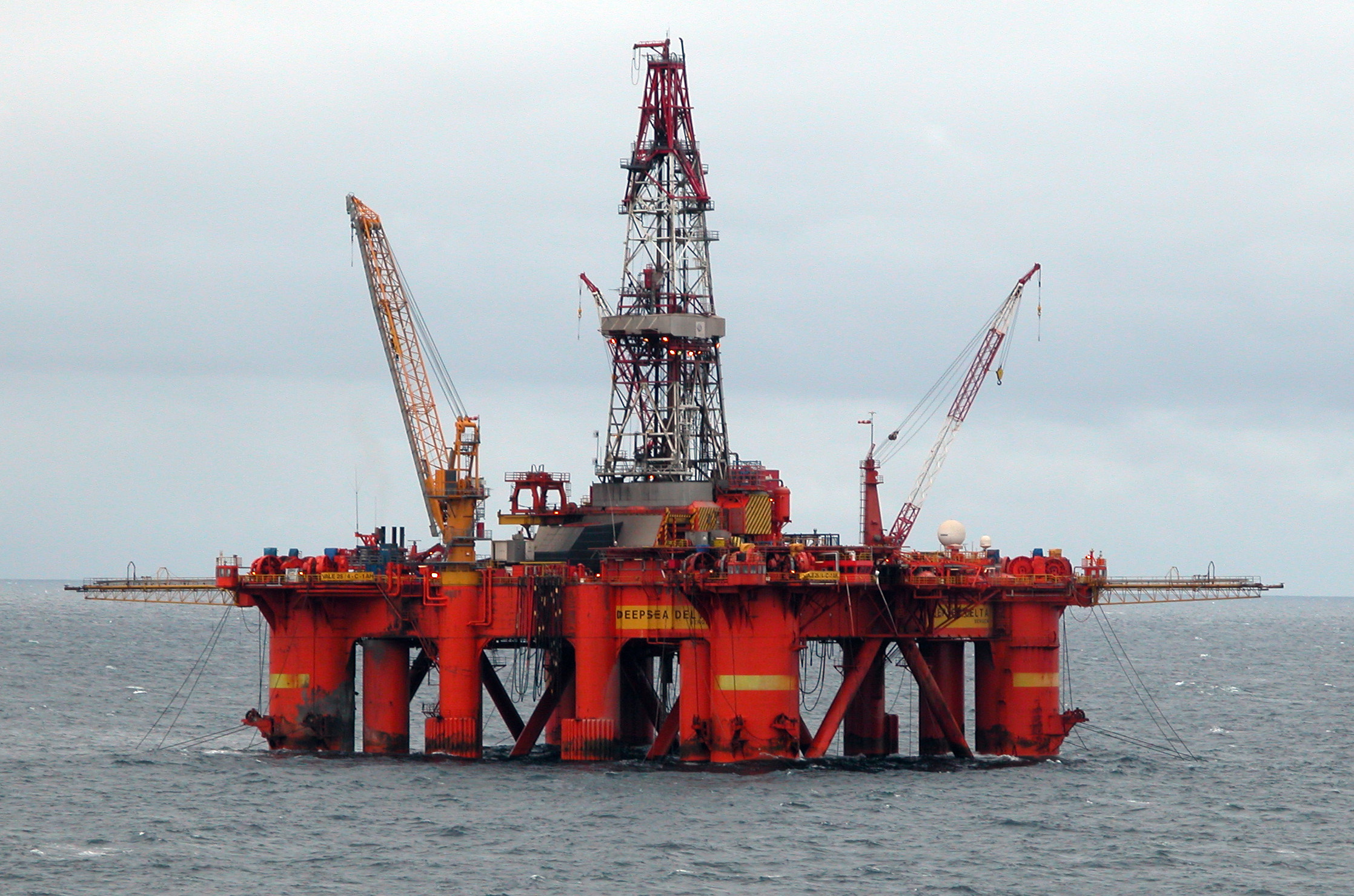
Видобування нафти в Північному морі

Джерелом електроенергії може слугувати кінетична енергія морських течій. Найпотужніші течії океану — потенційне джерело енергії. Сучасний рівень техніки дозволяє видобувати енергію з течій при швидкості потоку більше 1 м/с. При цьому потужність від 1 м2 поперечного перерізу потоку становить близько 1 кВт. Перспективним представляється використання таких потужних течій, як Гольфстрим та Куросіо, що несуть відповідно 83 та 55 млн куб. м/с води з швидкістю до 2 м/с, та течії Флориди — 30 млн куб. м/с зі швидкістю до 1,8 м/с. Сьогодні для океанічної енергетики також становлять інтерес течії в протоках Гібралтар, Ла-Манш, а також на Курильських островах. Зараз існує безліч проектів по видобутку енергії за допомогою океанічних течій, одна з яких — програма «Coriolis», яка передбачає встановлення в протоці Флорида за 30 км на схід від міста Маямі декількох сотень турбін, кожна з яких буде забезпечена двома робочими колесами діаметром 168 м.

### Море у культурі
Морська тематика присутня у творах багатьох художників-мариністів.

## Інші значення

### Водосховище
Морями іноді називають великі водосховища на річках (наприклад, Київське море, Московське море), що, безумовно, є невірно з фахової точки зору.

### Місячні моря
Морями також умовно називають темні місячні рівнини, розташованих переважно на видимій поверхні Місяця, природного супутника Землі (наприклад: Море Спокою). Ці базальтові рівнини, видимі на поверхні Місяця як темні плями, дійсно, спочатку, до використання Галілеєм телескопа для спостереження за небом, вважалися астрономами водоймами.